# هارولد دیواین
هارولد دیواین (انگلیسی: Harold Devine; ۱۸ مهٔ ۱۹۰۹ – ۲۹ آوریل ۱۹۹۸) بوکسور اهل ایالات متحده آمریکا بود.